# Caerano di San Marco
Caerano di San Marco est une commune de la province de Trévise dans la Vénétie en Italie.

## Administration
| Période                                  | Période  | Identité     | Étiquette     | Qualité |
| ---------------------------------------- | -------- | ------------ | ------------- | ------- |
| 14 juin 2004                             | En cours | Luciana Velo | Ligue du Nord |         |
| Les données manquantes sont à compléter. |          |              |               |         |

### Communes limitrophes
Altivole, Cornuda, Maser, Montebelluna

### Évolution démographique
Habitants recensés

### Jumelages
- Boissise-le-Roi (France)

Le 14 septembre 2002 sur le parvis du château a été représenté à l'occasion du jumelage avec Boissise-le-Roi  un spectacle Histoires de Châteaux en sons et lumières avec 120 figurants et chevaux avec des moyens techniques de pyrotechnies, lasers et projection d'images monumentales. Ce spectacle a été écrit, mise en scène par Sylvie Dervaux qui a également assuré la direction artistique et la production exécutive.